# Opětné zapínání
Opětné zapínání (OZ) je samočinný spínací cyklus určený k odstranění přechodných poruch venkovních vedení v elektrizační soustavě. Při poruše dochází k vypnutí a opětnému automatickému zapnutí. Pokud poruchový stav trvá, následuje trvalé vypnutí. Účelem opětného zapínání je zkrátit dobu přerušení dodávky elektřiny.

## Princip funkce
Většina poruch (75 – 95 %) na venkovních vedeních je přechodného charakteru. Jsou způsobeny úderem blesku, přeskokem, pádem větve a podobně. V takovém případě po vypnutí zkratu a uhašení oblouku dojde rychle k obnovení izolační pevnosti vedení a je bezpečné vedení znovu zapnout.
Automatika OZ spolupracuje s ostatními ochranami vedení. Když ochrana zjistí poruchu, uvede do činnosti automatiku OZ, která dá povel k vypnutí výkonového vypínače a začne odpočítávat beznapěťovou pauzu. Po skončení této pauzy dá automatika pokyn k zapnutí vypínače. Pokud byla porucha přechodného charakteru, vedení zůstává v provozu. Pokud porucha trvá, vedení se odpojí od napětí.
Opětné zapínání může být v případě potřeby i vícenásobné.

## Druhy opětného zapínání
Dle nastavené doby beznapěťové pausy rozlišujeme opětné zapínání:
- rychlé – doba beznapěťové pauzy do 1 s
- pomalé – doba beznapěťové pauzy nad 1 s

Lze použít i kombinaci rychlého a pomalého OZ.
Dle počtu pólů rozlišujeme:
- jednopólové (jednofázové) OZ – používá se u vedení vvn a zvn
- třípólové (třífázové) OZ – používá se u vedení vn

Pro jednopólový OZ mohou být použity pouze vypínače se samostatnými pohony pro jednotlivé póly vypínače.